# Obszar spisowy Aleutians West
Obszar spisowy Aleutians West (ang. Aleutians West Census Area) – obszar spisu powszechnego (ang. census area) w Stanach Zjednoczonych położony w stanie Alaska i wchodzący w skład okręgu niezorganizowanego.
Obszar spisowy Aleutians West położony jest na wyspach Aleuckich. Największym miastem położonym na obszarze jest Unalaska.
Zamieszkany przez 5 561 osób. Największy odsetek ludności stanowi ludność biała (36,0%), Azjaci (28,9%), rdzenni mieszkańcy (15,4%) oraz ludność czarna (6,0%).